# Identificador de localización
El identificador de localización o ubicación (en inglés: Location identifier) es una representación simbólica para el nombre y la ubicación de un aeropuerto , ayuda a la navegación, o estación meteorológica, y es usado para el control de tráfico aéreo, telecomunicaciones, programación de computadoras, reportes climatológicos, y servicios relacionados.